# Růže Woodsova

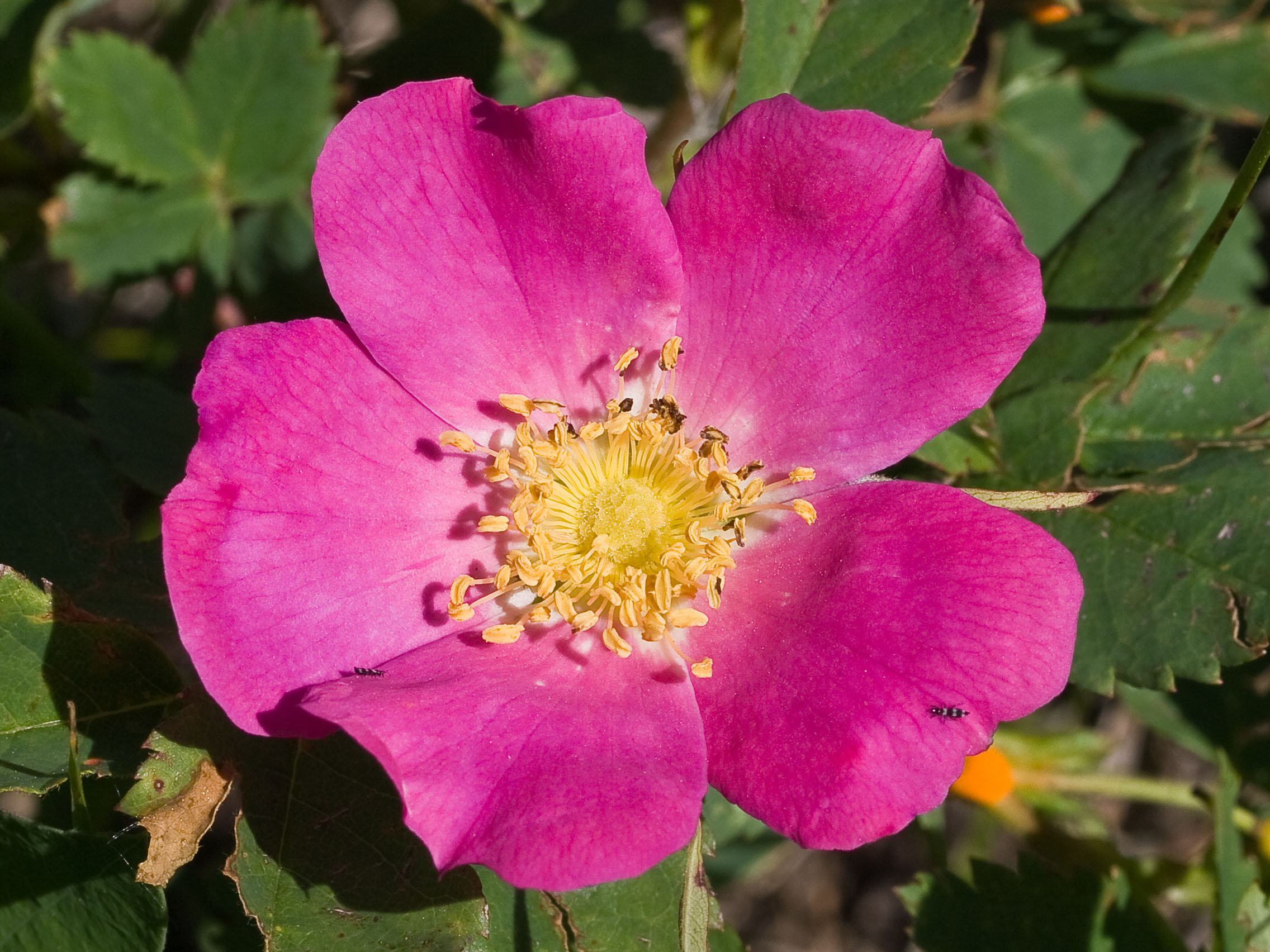
Květ

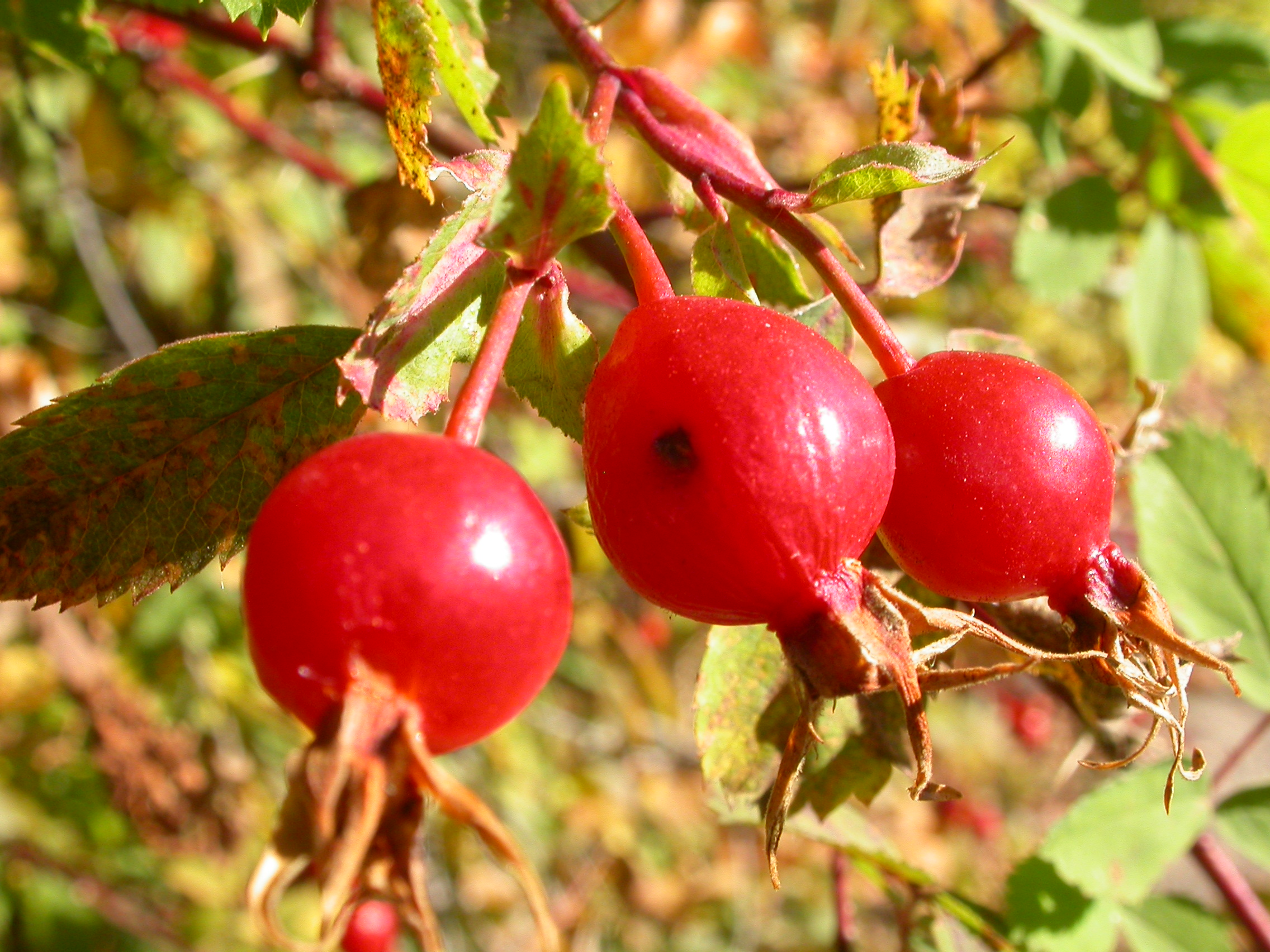
Šípky

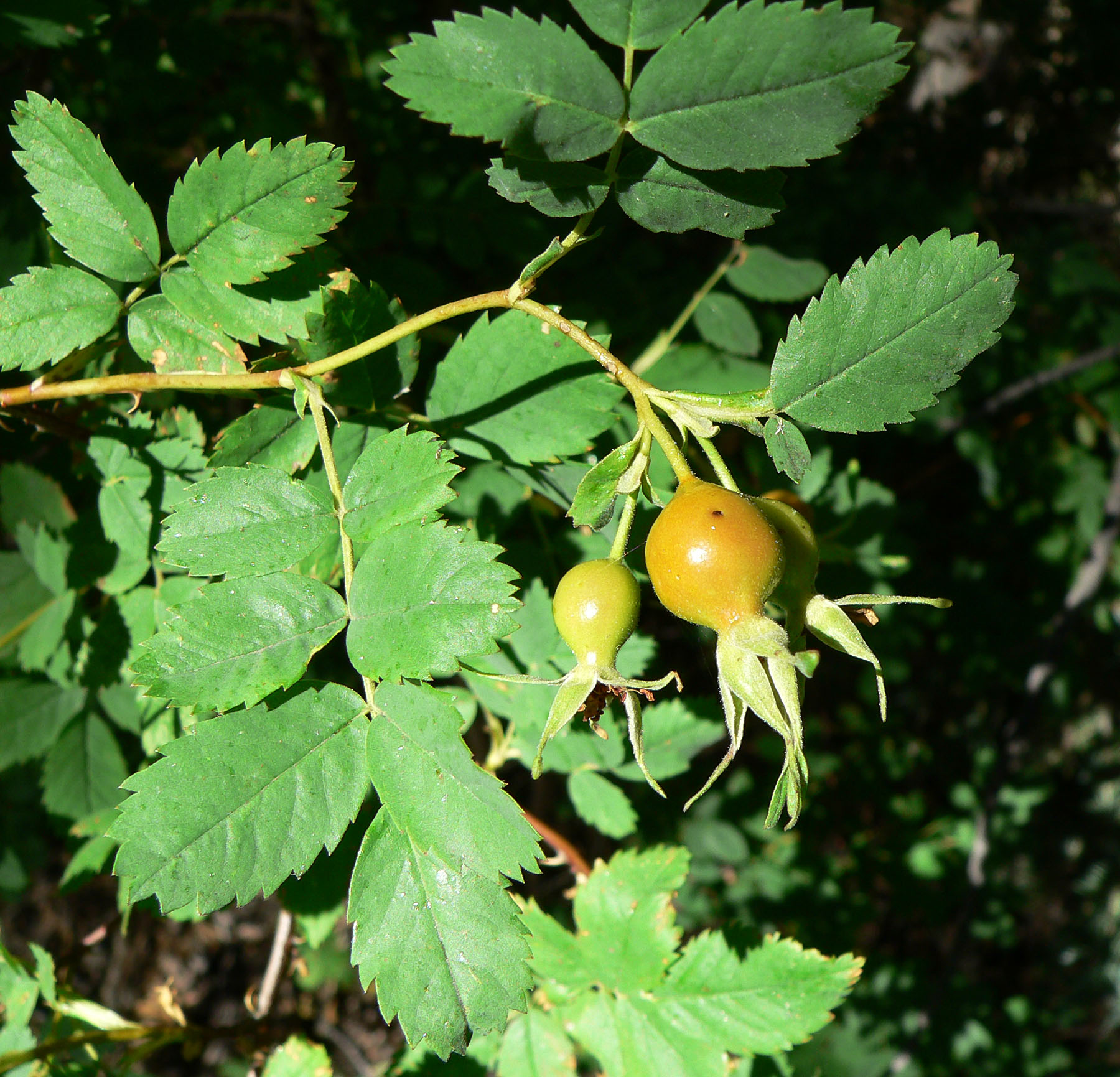
Listy

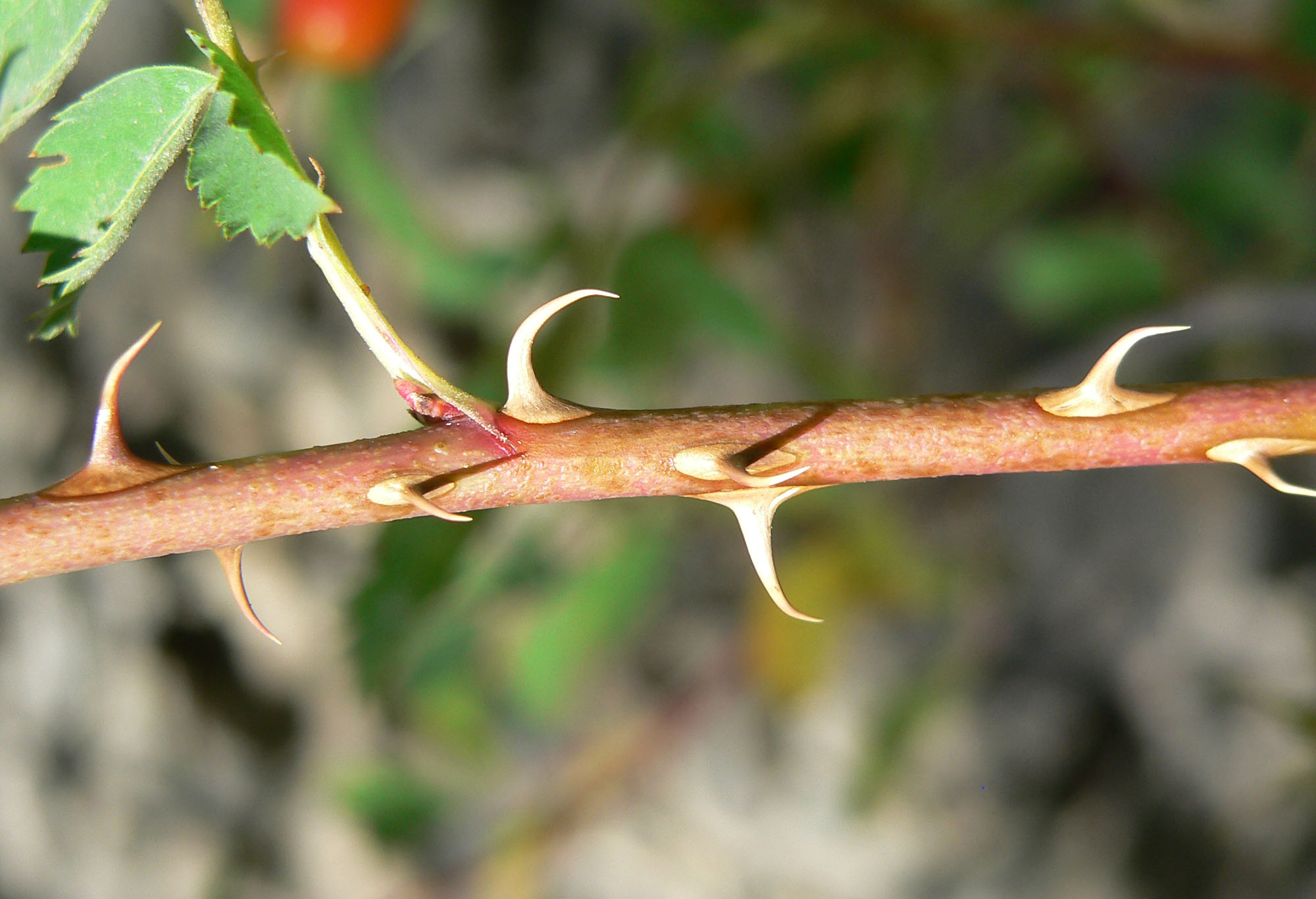
Ostny

Růže Woodsova (Rosa woodsii) je původní severoamerická rostlina, nejrozšířenější z amerických růží rostoucích ve střední a západní části Severní Ameriky. Je jedním z více než stovky druhů rodu růže, ve kterém je taxonomicky řazena do její nejrozsáhlejší sekce Cinnamomeae. Tato houževnatá, nepříznivým klimatickým podmínkám odolná dřevina odkazuje svým druhovým jménem woodsii na anglického znalce růží J. Woodse.

## Výskyt
Je rozšířena na severoamerickém kontinentu od Aljašky až téměř po Střední Ameriku. Je původní rostlinou na Aljašce a v  západních kanadských provinciích, stejně jako dále na jihu v převážné většině států na západě a ve středu Spojených států. Oblast původního rozšíření pokračuje dále na jih i za mexickou hranici až po střední Mexiko, kde se vyskytuje na území rozkládajícím se od pobřeží Tichého oceánu po břehy Mexického zálivu.

## Ekologie

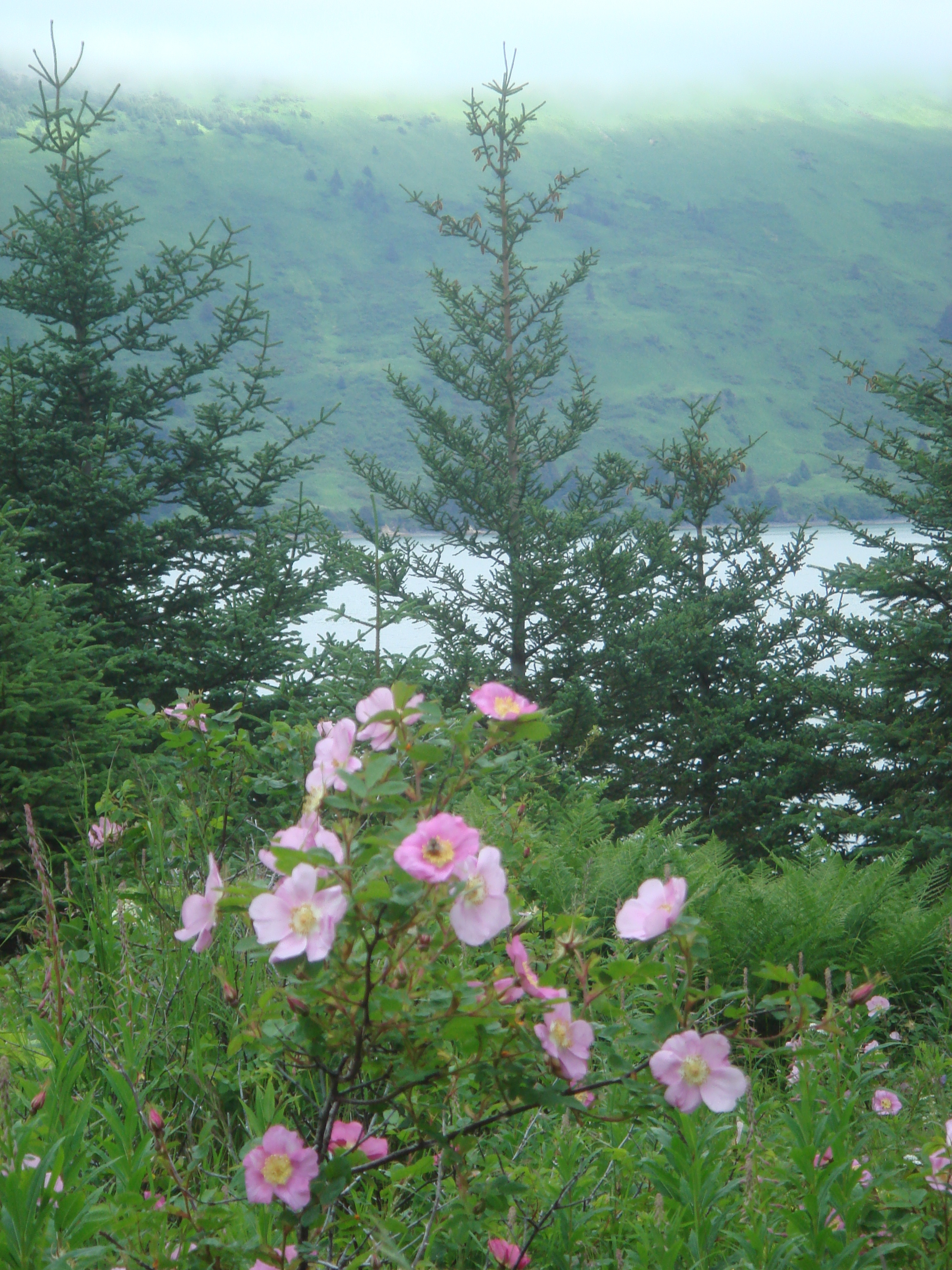
Habitus ve volné přírodě

Roste v rozdílných klimatických podmínkách, s různou průměrnou teplotou i množstvím srážek. Vyskytuje se nejčastěji na suchých kamenitých svazích, po okrajích světlých lesů, na travnatých, výše položených terasách i na pastvinách v prérii, roste v kaňonech, podél cest a zavlažovacích i odvodňovacích kanálů. Preferuje svahy orientované na jih. Dobře se jí daří na různých typech půd, od propustné kamenité až po těžkou jílovitou, snese spíše suchou než trvale přemokřenou. Preferuje půdy s pH 5,6 až 7,0. Ploidie druhu je 2n = 14.
Je poměrně agresivní průkopnický druh na opuštěných polích a pastvinách, ve vypálených či vymýcených lesích, podél plotů a neobhospodařovaných mezí. Nejlépe se jí daří v oblastech s mírným podnebným klimatem, kde je schopná růst i ve vysokohorském pásmu. Přirozeně se vyskytuje v nadmořské výšce od 1000 po 3500 m n. m. Je tolerantní k sezónním záplavám, které mohou během vegetačního období trvat po období jednoho až tří měsíců. Je velmi citlivá na znečištění ovzduší oxidem siřičitým, nesnáší městské aglomerace. Po mírných požárech se rychle obnovuje z mělce uložených podpovrchových kořenů, při intenzivnějším žáru však uhyne. Rostlina raší brzy na jaře, kvete nejčastěji v květnu až červenci, zralé šípky zůstávají na keři dlouho do zimy, dokud je neobere zvěř. Pro doširoka se rozkládající kořeny a schopnost růstu v drsných podmínkách se vysazuje na zpevnění svahů a pro snížení eroze půdy.

## Popis
Nízký až středně vysoký, polokulovitě rozložený keř dorůstající v závislosti na stanovišti do výšky 1 až 2 metrů. Vytváří četné kořenové výběžky, za jejichž pomocí se rozrůstá. Téměř bezlisté, rozvětvené kmínky jsou vzpřímené a ve vyzrálém, dřevnatém stavu mají původní zelenou barvu vystřídanou hnědočervenou a ve stáří šedohnědou. Jsou porostlé početnými tenkými, rovnými či jen slabě nazpět zahnutými, plochými, průměrně 5 mm dlouhými a obvykle v páru rostoucími ostny vyrůstajícími těsně pod listy. Mimo ně jsou ještě internodia kmínků porostlá drobnějšími jehlicovitými ostny. Střídavě vyrůstající řapíkaté listy jsou lichozpeřené a mají dva až čtyři páry obkopinatých nebo obvejčitých lístků. Lístky jsou dlouhé 1,5 až 3,5 cm a široké 1 až 2 cm, bázi mají klínovitou a vrchol špičatý či tupý, po okraji jsou jednoduše pilovité, na spodní straně jemně chlupaté a modravé, na svrchní straně lysé a lesklé. Palisty jsou úzké, 1 až 2 cm dlouhé, lysé, někdy slabě zubaté a částečně přirostlé k řapíku. Hrubé kotvící kořeny sahají do hloubky až 1,8 m, do široka rozprostřené vlásečnicovité kořínky rostou mělce pod povrchem půdy.
Květy s kulovitou nebo eliptickou češulí jsou růžové, pětičetné a velké 3 až 4 cm, ojediněle až 5 cm. Mají vzpřímené, asi 1,5 cm dlouhé stopky se dvěma listenci 1 cm dlouhými. Vyrůstají jednotlivě nebo nejvýše v pětikvětých květenstvích latách nebo chocholících na koncích ostnitých, jednoletých, květonosných větviček 10 až 20 cm dlouhých. Květy mají zelené, kopinaté, vytrvalé kališní lístky 1 až 2 cm dlouhé a na konci ocasovitě zúžené. Korunní lístky jsou růžové až sytě růžové, obvejčité, do široka rozložené, 2 až 2,5 cm velké. Spodní semeník je vytvořen z dvaceti až čtyřiceti plodolistů a nese pestíky s vytrvalými čnělkami, jejich blizny vyčnívající pouze 1 až 2 mm nad češulí. Tyčinky se žlutými prašníky jsou pomnožené a bývá jich okolo pětašedesáti. Přenos pylu z prašníků na blizny zajišťuje hmyz, hlavně včely, hojně se slétající na zdroj nektaru.
Z opylených květů se vyvinou masité šípky (zdužnatělé češule) oranžově nebo purpurově červené barvy, které jsou kulovité, oválné, hruškovité, někdy mírně stlačené a obvykle velké 6 až 13×5 až 12 mm. Šípek obsahuje patnáct až třicet pět světle nebo tmavě hnědých jednosemenných plodů, nažek, velkých asi 5×4 mm a vážících okolo 9 mg.

## Rozmnožování
Růže Woodsova se rozmnožuje vegetativně nebo pohlavně semeny. Vegetativně se rozšiřuje do blízkého okolí nehluboko položenými kořenovými odnožemi, z kterých vyrůstají nové keře. Lze je také namnožit polovyzrálými řízky vysazenými do vlhké půdy. Pohlavně se samovolně šíří do větších vzdálenosti semeny, nažkami ze šípků, které konzumují a rozšiřují ptáci a drobní savci, mohou být také odplavována vodou. Nová růže poprvé kvete a vytváří semena od věku asi pěti let, plodí nestejnoměrně, větší množství plodů mívá průměrně co druhý rok. Semena této růže mohou zůstat v půdě životaschopná po dobu 16 i více let. Při umělém množení ze semen je nutná studená stratifikace, pak vyklíčí až v 70 %. Mladé rostliny, ze semen i řízků, rostou ve věku dvou a třech let velmi pomalu.

## Taxonomie
Růže Woodsova je nejběžnější a zároveň nejvíce proměnný druh růže ve střední a západní Severní Americe. Mezi její hlavní diagnostické znaky patří relativně štíhlé ostny, nežláznaté lístky a jemně sametové chlupy na řapících a vřetenech listů. Protože roste na rozsáhlém území v odlišných klimatických podmínkách, není nic mimořádného, že se druh rozrůznil do mnoha poddruhů. Bývá jich rozeznáván různý počet, zde je jedna z možných variant:
- Rosa woodsii Lindl. subsp. woodsii
- Rosa woodsii Lindl. subsp. arizonica (Rydb.) W. H. Lewis et Ertter
- Rosa woodsii Lindl. subsp. gratissima (Greene) W. H. Lewis et Ertter
- Rosa woodsii Lindl. subsp. manca (Greene) W. H. Lewis et Ertter
- Rosa woodsii Lindl. subsp. puberulenta (Rydb.) W. H. Lewis et Ertter
- Rosa woodsii Lindl. subsp. ultramontana (S. Watson) Roy L. Taylor et MacBryde.[3][9]